# اچ‌نوام‌اس اودین (۱۹۳۹)
اچ‌نوام‌اس اودین (۱۹۳۹) (به انگلیسی: HNoMS Odin (1939)) یک کشتی است که طول آن ۷۴٫۳۰ متر (۲۴۳٫۷۷ فوت) می‌باشد. این کشتی در سال ۱۹۳۹ ساخته شد.